# August Bebel

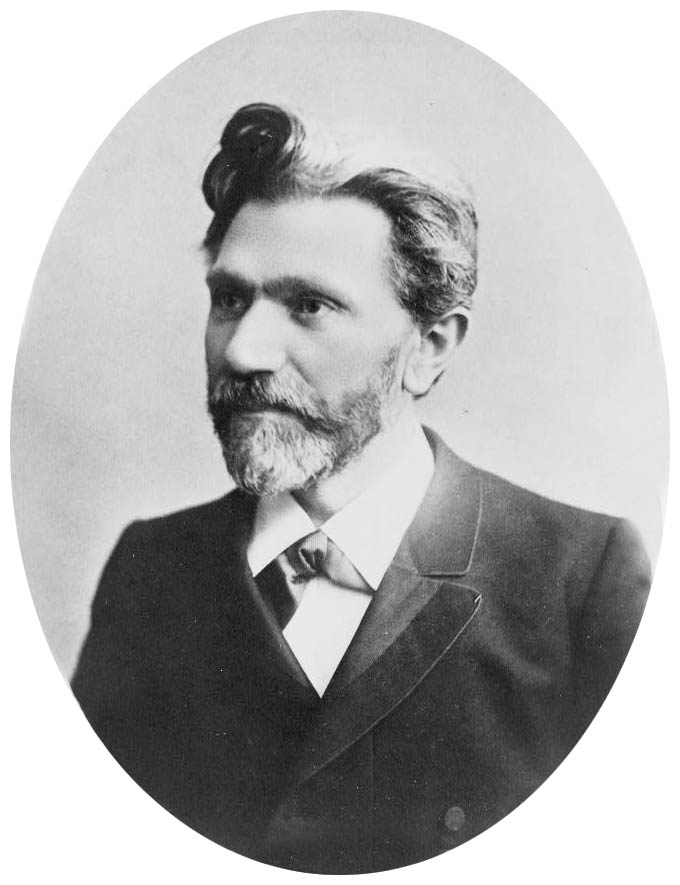
August Bebel

August Ferdinand Bebel (ur. 22 lutego 1840, zm. 13 sierpnia 1913), jeden z założycieli i wieloletni przywódca niemieckiej socjaldemokracji.

## Biogram
Początkowo związany z ruchem liberalnym, w 1869 współzałożyciel SDAP (Sozialdemokratische Arbeiterpartei). W 1875 z połączenia SDAP z lassalowskim ADAV (Allgemeiner Deutscher Arbeiterverein) powstała niemiecka, zjednoczona socjaldemokracja, na które czele stał odtąd aż do śmierci w 1913 roku.
Bebel był, wspólnie z Karlem Kautsky’m, przedstawicielem demokratyczno-marksistowskiego tzw. „centrum” partii socjaldemokratycznej. Wielokrotnie skazywany w procesach politycznych i więziony za poglądy, przeprowadził niemiecką socjaldemokrację przez okres działalności podziemnej (tzw. ustawy antysocjalistyczne Bismarcka w latach 1878–1890) do roli największej frakcji w parlamencie II Rzeszy. Jego najbardziej znana książka to „Kobieta i socjalizm”, oprócz wielu prac teoretycznych wydał także wspomnienia („Z mojego życia”).